# قلعه هزاره
قلعه هزاره یا قلعهٔ بی‌بی مینو یکی از آثار تاریخی دورهٔ قاجاریه است که در شهر میناب در استان هرمزگان در جنوب ایران قرار دارد.

## پیشینه قلعه
تنها بنای تاریخی موجود در شهر میناب قلعه‌ای موسوم به قلعه هزاره است. مردم بومی منطقه این بنا «قلعهٔ بی‌بی مینو» می‌نامند. اهالی معتقدند که در روزگاران گذشته دو خواهر به نام‌های بی‌بی‌مینو و بی‌بی‌نازنین این شهر را بنا کرده‌اند و در این قلعه زندگی می‌کرده‌اند.
گویا در گذشته دو قلعه وجود داشت که یکی از این قلعه‌ها ویران شده و تنها قلعه باقی‌مانده به نام قلعه هزاره یا قلعه بی‌بی مینو شهرت یافته‌است.
این قلعه تا اواخر دوره قاجاریه مرکز حکومت محلی بوده‌است و در اطراف آن، خندقی کنده شده بود. آن زمان همیشه صد سرباز مسلح در قلعه مستقر بوده و نگهبانی می‌داده‌اند. در حال حاضر، از این قلعه مخروبه و متروکه باقی مانده‌است.
قلعه هزاره میناب سال ۱۳۸۱به شماره ۹۵۵۳ در فهرست آثار ملی به ثبت رسیده‌است.

## نگارخانه

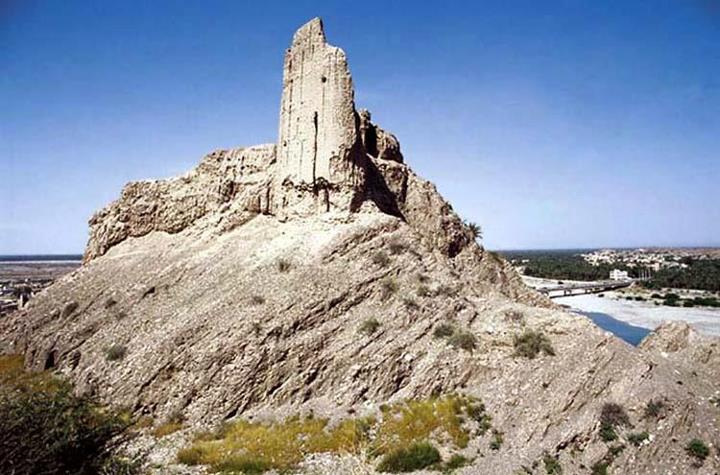
قلعه هزاره
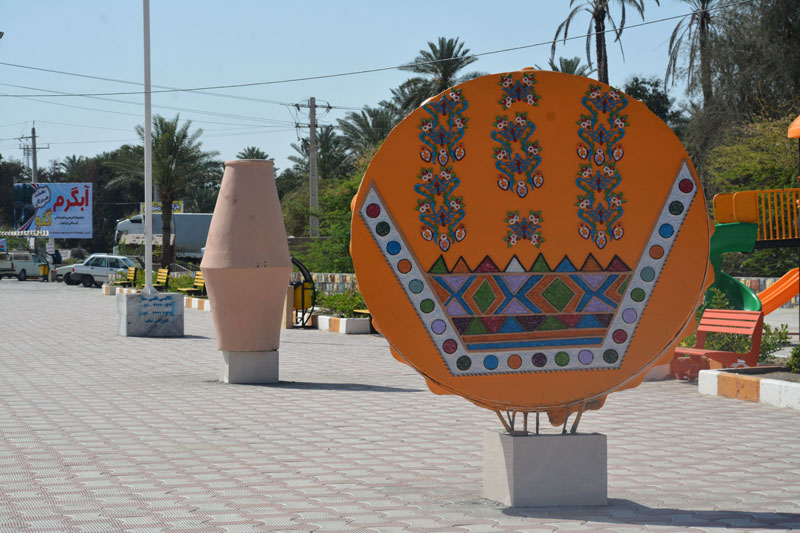
قلعه هزاره